# شهرستان قامیستی
شهرستان قامیستی (به قزاقی: Қамысты ауданы، قامىستى اۋدانى) یک شهرستان در قزاقستان است که در استان قوستانای واقع شده‌است. شهرستان قامیستی ۱۴٬۴۸۲ نفر جمعیت دارد.

## نام
نام این شهرستان، متشکل از واژهٔ «قامیس» که به قزاقی به معنای گیاه نی قلم  می‌باشد معادل آن در ترکی آذربایجانی «قامیش» است)، و پسوند «ـلی» (البته متحول شده به «ـتی» مطابق با قانون همگونی صامت‌ها در زبان قزاقی) به معنی دارا بودن. «قامیستی» به معنای منطقه‌ای پر از گیاه نی قلم می باشد.